# Кристинн Йонссон
Кристинн Йонссон (исл. Kristinn Jónsson; 4 августа 1990, Карлсруэ) — исландский футболист, защитник «Брейдаблика». Выступал в сборной Исландии.

## Клубная карьера
Вместе «Брейдабликом» выиграл Кубок Исландии в 2009 году и Чемпионат Исландии в 2010. Кроме того, являлся двукратным на тот момент обладателем Кубка исландской лиги (в 2013 и 2015 годах). В январе 2014 года он был отдан в аренду сроком на один год в шведский клуб «Броммапойкарна», который выступал в высшей лиге.
В 2016 году перешёл в чемпионат Норвегии, где стал игроком «Сарпсборга 08». В Норвегии Кристинн не поражал воображение своими успехами: ни в «Сарпсборге 08», ни в «Согндале» он так и не стал игроком основного состава.
Летом 2017 года вернулся в «Брейдаблик». Отыграв за клуб восемь матчей, перешёл в «Рейкьявик».
В 2018 году чёрно-белые заняли четвёртое место в чемпионате и не снискали успеха в других турнирах. Зато следующий сезон принёс «Рейкьявику» сразу два титула: год начался с победы в Кубке лиги, а закончился триумфом в чемпионате страны. У вице-чемпиона «Брейдаблика» клуб выиграл рекордные за всю историю исландского футбола четырнадцать очков.
В 2024 году вновь подписал контракт с «Брейдабликом», где стал основным защитником. Выиграл с «зелёными» Кубок лиги, Суперкубок и титул чемпиона страны. Однако в решающем матче с «Викингюром», где решалась судьба золотых медалей (к очному противостоянию в последнем туре обе команды подошли с равным количеством очков), уже на двадцатой минуте встречи в верховой борьбе с соперником получил серьёзную челюстно-лицевую травму и был вынужден покинуть поле. Матч завершился победой «Брейдаблика» 3:0. О том, что стал чемпионом, Кристинн узнал только несколько часов спустя после окончания игры от медицинского персонала больницы.

## Международная карьера
Во взрослой сборной Исландии дебютировал в 2009 году в товарищеском матче против сборной Фарерских островов. Исландия этот матч проиграла со счетом 1:2. Второй матч в национальной сборной сыграл только через 4 года, в 2013 году, вновь против Фарерских островов.

## Достижения
«Брейдаблик»
- Чемпион Исландии: 2010, 2024
- Вице-чемпион Исландии: 2012, 2015
- Обладатель Кубка Исландии: 2009
- Обладатель Суперкубка Исландии: 2024
- Обладатель Кубка исландской лиги: 2013, 2015, 2024
- Финалист розыгрыша Кубка исландской лиги: 2009, 2010, 2014

«Рейкьявик»
- Чемпион Исландии: 2019
- Обладатель Суперкубка Исландии: 2020
- Обладатель Кубка исландской лиги: 2019